# Lucius Vipstanus Messalla (consul en 115)
Ne doit pas être confondu avec Lucius Vipstanus Messalla.
Lucius Vipstanus Messalla (fl. av. 113/114-115) est un sénateur romain du début du IIe siècle, consul éponyme en 115 sous Trajan.

## Biographie
Fils de Lucius Vipstanus Messalla.
Vers 113/114, il est proconsul de Macédoine. En l’an 115, sous Trajan, il est consul éponyme aux côtés de Marcus Pedo Vergilianus.
Il épouse une femme inconnue dont il a un fils, Lucius Vipstanus Claudius Poplicola Messalla.